# Сухий Лог
Сухи́й Лог (рос. Сухой Лог) — місто, центр Сухолозького міського округу Свердловської області.

## Географія
Місто розташоване на березі річки Пишма, в 114 км від Єкатеринбурга.

## Історія
Селище міського типу з 1932 року, місто з 1943 року.

## Населення
Населення — 34554 особи (2010, 36407 у 2002).

## Відомі люди
У місті народився:
- Радов Георгій Опанасович (1949—1999) — український правник.